# Bertil Göransson
Bertil Göransson, né le 9 février 1919 et mort le 10 avril 2004, est un rameur suédois.

## Biographie

### Palmarès

#### Aviron aux Jeux olympiques
- 1956 à Melbourne,  Australie
  -  Médaille d'argent en quatre barré[1]

#### Championnats d'Europe d'aviron
- 1955 à Gand,  Belgique
  -  Médaille d'argent en quatre barré
  -  Médaille d'argent en huit